# アングリ
アングリ（伊: Angri）は、イタリア共和国カンパニア州サレルノ県にある、人口約34,000人の基礎自治体（コムーネ）。

## 地理

### 位置・広がり

#### 隣接コムーネ
隣接するコムーネは以下の通り。括弧内のNAはナポリ県所属を示す。
- コルバーラ
- レッテレ (NA)
- サン・マルツァーノ・スル・サルノ
- サンタントーニオ・アバーテ (NA)
- サンテジーディオ・デル・モンテ・アルビーノ
- スカファーティ